# Georg Clemens Müller
Georg Clemens Müller (* 18. September 1875 in Hagenau; † 19. Januar 1920 in Sarrebourg - Lothringen) war Arzt und Mitglied der zweiten Kammer des Landtags des Reichslandes Elsaß-Lothringen für das Zentrum.
Müller wurde 1875 als Sohn des Baptisten Johann Müller und seiner Ehefrau Maria Anna Petermann in der Stadt Hagenau geboren. Georg Clemens Müller, der katholischer Konfession war, besuchte die Volksschule, das Gymnasium und die Universität. Das Studium schloss er mit der Promotion zum Dr. med ab. Er arbeitete als Arzt in Lixheim, Kreis Saarburg in Lothringen, und später als praktischer Arzt in Saarburg.
In Saarburg war er 1902 bis 1908 Mitglied des Gemeinderates und Bürgermeister.
Bei der ersten (und einzigen) Wahl zum Landtag trat er im Wahlkreis Geispolsheim-Oberehnheim als Kandidat des Zentrums an. Im Ersten Wahlgang wurden im Wahlkreis von den 5.869 Stimmberechtigten 4.793 Stimmen abgegeben. Auf Müller entfielen 2.576, auf den Kandidaten des Lothringischen Blocks Maier 1.131 und den Sozialdemokraten Zimmermann 1.021 Stimmen. Georg Clemens Müller gehörte dem Landtag bis 1918 an.